# Max Hussarek von Heinlein
Max Hussarek von Heinlein est une personnalité politique autrichienne, né à Presbourg le 3 mai 1865 et mort à Vienne le 6 mars 1935. 
Il est l'avant-dernier ministre-président d'Autriche à la fin de la monarchie austro-hongroise en 1918.